# Portrait de Thérèse Charrault
 (décembre 2022).
Si vous disposez d'ouvrages ou d'articles de référence ou si vous connaissez des sites web de qualité traitant du thème abordé ici, merci de compléter l'article en donnant les références utiles à sa vérifiabilité et en les liant à la section « Notes et références ».
Le Portrait de Thérèse Charrault est un tableau au pastel de Michel Sylvestre Carpentier réalisé en 1776 et acquis par le musée Sainte-Croix de Poitiers en 1877. Ses dimensions sont de 146,2 × 80,9 cm. 

## Historique
Le portrait de Thérèse Charrault fut réalisé pour la communauté locale du Prieuré de Saint-Paul, comme l'atteste une inscription au dos. Il fut initialement conservé au Salon des Académiciens de Poitiers. Les archives ne font pas état de déplacement de l’œuvre jusqu’en 1877, date à laquelle Mauduyt Lubin, fondateur de la société des antiquaires de l’ouest et conservateur général du Musée municipal, futur Musée Sainte-Croix, lui en fait don. Le tableau figure depuis dans les collections de ce musée.

## Description
Une femme est représentée de face, tenant l’arrière d’un fauteuil, un bras sur le siège où est couché un chien. La posture du personnage central est calme, son regard est porté sur le spectateur. Ses habits sont rose pâle avec du blanc aux extrémités. Sa coupe de cheveux est typique de celle des femmes au XVIIe siècle[réf. nécessaire]. Le fond de la composition est noir et complètement uni, faisant ressortir la rose pâle de la robe et le vert du siège. La palette utilisée est assez simple. Il est mentionné l'âge de Thérèse Charrault âgée de 20 ans lors de la conception du portrait[réf. nécessaire].

## Techniques et particularités
Les couleurs sont généralement pâles et claires, les fonds sont sombres et unis, l’utilisation du pastel est assez courante chez Michel Sylvestre Carpentier[réf. nécessaire]. Les sujets comme les portraits de femmes ou d'aristocrates locaux sont assez courants[réf. nécessaire]. Le regard des personnages est souvent tourné vers le spectateur. La préparation des couleurs était de teinte gris clair (blanc d’argent et noir), ce qui était extrêmement rare à cette époque où les préparations étaient habituellement foncées (terre de Sienne brûlée). Cette préparation claire donne à la peinture une fraicheur exceptionnelle. La plupart de ces portraits sont accompagnés d’objets ou d'accessoires variés analogues a la profession et au goût des personnes représentées.